# Paudeswor
Paudeswor (nep. पौडेश्वर) – gaun wikas samiti w środkowej części Nepalu w strefie Dźanakpur w dystrykcie Dhanusa. Według nepalskiego spisu powszechnego z 2011 roku liczył on 1128 gospodarstw domowych i 6070 mieszkańców (3175 kobiet i 2895 mężczyzn).